# Cneo Domicio Enobarbo (cónsul 192 a. C.)
Cneo o Gneo Domicio Enobarbo  fue un político y militar de la República romana que ocupó el consulado en 192 a. C.
Como edil plebeyo en 196 a. C., persiguió con éxito junto con su colega Cayo Curión a diversos pecuarii, es decir, ganaderos que pastaban de forma ilegal en tierras públicas. Con los ingresos recaudados por las sanciones construyó durante su pretura, en el año 194 a. C., un templo dedicado al dios Fauno en la isla del Tíber.
Fue elegido cónsul en 192 a. C. con Lucio Quincio Flaminino como colega. Durante su consulado luchó y venció a los boyos y permaneció en su territorio hasta que fue sustituido por uno de los cónsules del año siguiente, Publio Cornelio Escipión Nasica.
En 190 a. C. sirvió como legado a las órdenes de Lucio Cornelio Escipión Asiático en la guerra contra Antíoco III el Grande.
En su consulado se dice que uno de sus bueyes lanzó la advertencia "Roma, cave tibi".